# Luang Wichitwathakan
 (juin 2020).
Si vous disposez d'ouvrages ou d'articles de référence ou si vous connaissez des sites web de qualité traitant du thème abordé ici, merci de compléter l'article en donnant les références utiles à sa vérifiabilité et en les liant à la section « Notes et références ».
Luang Wichitwathakan (thaï : หลวงวิจิตรวาทการ), né Wichit Wichitwathakan (thaï : วิจิตร วิจิตรวาทการ) le 11 août 1898 dans la province d'Uthai Thani, et mort le 31 mars 1962 à Bangkok, est un major général, historien, écrivain, haut fonctionnaire et homme politique thaïlandais. 
Il est l'un de ceux ayant joué un rôle majeur dans l'histoire de la Thaïlande, ayant notamment été le promoteur de l'idéologie nationaliste des régimes de Plaek Phibunsongkhram jusqu'à celui du Sarit Thanarat. Il a été, par ailleurs, l'un des plus proches collaborateurs de ces derniers.
En plus des fonctions ministérielles qu'il a pu avoir (notamment vice-ministre puis ministre des Affaires étrangères durant la Seconde Guerre mondiale, entre 1942 et 1943), il est aussi ambassadeur de la Thaïlande au Japon (1943), en Inde (1952) et en Suisse, Autriche et Yougoslavie (1953). 

### Éducation
À huit ans, il commença à étudier à l'école du temple bouddhiste Wat Khwid dans le district Sakae Krang. Après avoir terminé ses études primaires, à la demande de son père, il est devenu novice dans le temple Wat Mahathat Yuwaratrangsarit, un des dix temples royaux de Bangkok. Il y est resta pour suivre l’enseignement du moine bouddhiste Phra Mahachui. En 1910, quand il avait 13 ans, il débuta ses études sur le Dharma (les textes sacrés bouddhistes) et sur le pali (langue liturgique ancienne). À 19 ans, il fut diplômé au plus haut niveau dans ces deux disciplines.
En 1916, il obtint le premier prix au niveau national et il reçut son diplôme des mains du roi Rama VI. Son maître, Phra Sriwisuttiwong (Heng Khemchari) comptait sur lui pour être son successeur comme enseignant de la langue pali.
C'était un jeune homme curieux et talentueux. En plus de ses études du Dharma et du pali, il apprenait secrètement l'anglais et le français. La raison pour laquelle il a dû apprendre ces deux langues secrètement était qu’en tant que moine novice, l'apprentissage hors du domaine religieux était interdit. Néanmoins, il acquit un bon niveau dans ces deux langues. Il a rédigé en français, en anglais et aussi en allemand quelques écrits polémiques sur le bouddhisme sous le pseudonyme « Saeng Dharma » (La lumière du Dharma).

### Débuts au Ministère des Affaires étrangères et séjour à Paris
À 20 ans, après une retraite monastique d'un mois, selon la coutume pour les jeunes hommes qui viennent de terminer leurs études, il fut recruté comme fonctionnaire au ministère siamois des Affaires étrangères. Il travailla à Bangkok pendant deux ans et trois mois. Puis, il a été nommé attaché à la Légation royale du Siam en France pour une période de six ans (1920 – 1927). Il fut également responsable de la Légation Royale du Siam à Londres, au Royaume-Uni. Tandis qu’il était en poste à Paris, il étudia le droit et l’économie à l’université de Paris. C’est à cette période qu’il est devenu proche des deux hommes qui vont jouer un rôle de premier plan (souvent antagoniste) pour l’évolution du Siam les vingt années suivantes, c'est-à-dire le juriste Pridi Banomyong et le militaire Plaek Phibunsongkhram.
C'est à cette époque que se développe le Khana Ratsadon  (la Partie du Peuple), un groupe secret d'officiers militaires et de civils siamois formé pour préparer un changement de régime politique. Wichit le considérait trop influencé par les idées socialistes. Lors de la révolution siamoise de 1932, il a essayé de former son propre groupe appelé Khana Chat « Le Parti national » d’idéologie plus royaliste et capitaliste. Il bascula du soutien à la monarchie vers le soutien au gouvernement de Phibunsongkhram lors de la tentative de restauration de la monarchie absolue par le prince Boworadet en 1933.

### Mariages
Lors de son séjour en France, Whichit épousa une Française, Mme Lucienne Laffitte (née Guillaume) auprès de laquelle il prenait des cours particuliers de français. Son épouse le suivit au Siam lors de son retour en 1927. Lucienne fut, plus qu’une épouse, une proche collaboratrice, en particulier pour ses travaux sur l’histoire universelle (Prawatsat Sakon). Un garçon et une fille naquirent de cette union mais les époux se séparèrent au bout de six ans et Lucienne rentra en France avec ses deux enfants. Wichit se remaria avec Prapapan Raphiphan, une professeure d’histoire, fille d’un ancien haut fonctionnaire du ministère de l'Éducation.

### Vie professionnelle et politique
Dans sa longue carrière au sein de la fonction publique, il a exercé plusieurs postes de responsabilités : 
- Premier gouvernement du Maréchal Phibunsongkhram
  - 1934-1942. Directeur général du département des Beaux-Arts
  - 1942-1943. Ministre des Affaires étrangères
  - 1943-1945. Ambassadeur au Japon
- Deuxième gouvernement du Maréchal Phibunsongkhram
  - 1951-1952. Ministre des Finances
  - 1952. Ministre des Affaires économiques.  
  - 1952-1953 Ambassadeur en Inde
  - 1953-1957 Ambassadeur en Suisse, en Autriche et en Yougoslavie.
- Gouvernement du maréchal Sarit Thanarat
  - 1957-1962 Directeur (Palat Banchakan ) du cabinet du Premier ministre, il est, à ce jour, le seul directeur de cabinet du Premier ministre en Thaïlande à avoir porté ce titre de Palat Banchakan .

Il a été un proche collaborateur du maréchal Plaek Pibulsongkram. C'est lui qui porta en 1939 l’idée d’un changement de nom de royaume de Siam à royaume de Thaïlande, ceci en s’opposant au régent Pridi Banomyong qui plaidait pour garder le nom de royaume de Siam. C’est lui aussi qui, ayant eu connaissance d’une carte linguistique établie par l’École française d’Extrême Orient représentant la dispersion des groupes linguistiquement rattachables à la famille Tai, imagina un projet Pan-Thaï de conquêtes territoriales pour réaliser une grande Thaïlande qui couvrirait la Thaïlande actuelle plus le Laos, le nord de la Birmanie, le nord du Vietnam et le sud de la Chine. Le régime du maréchal Phibunsongkhram n’eut jamais les moyens militaires de mener à bien ce projet d’expansion territoriale. La Thaïlande, alliée des Japonais pendant la Seconde Guerre mondiale, dû se contenter d’annexer des provinces frontalières du Cambodge à la suite de la brève guerre franco-thaïlandaise de 1941 qui opposa la Thaïlande du maréchal Plaek à la France du maréchal Pétain.
C'est en 1941, que Kim Liang Watnaparueda a reçu son nom royal Wichit Wichitwathakan.

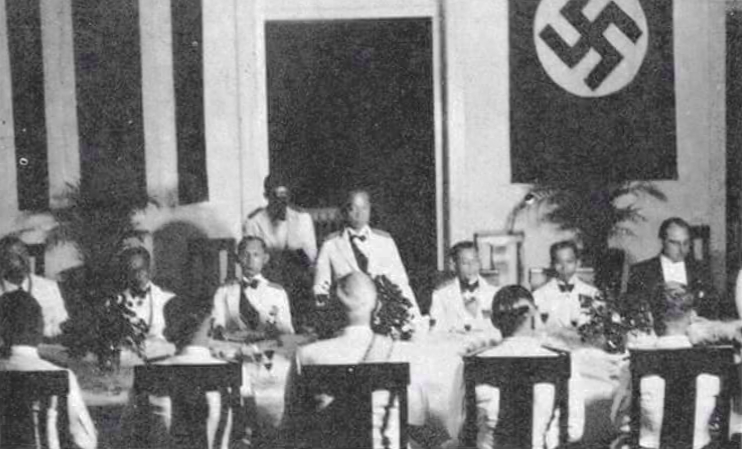
Luang Wichitwathakan (au milieu) et son corps diplomatique à Berlin, en 1943.

En 1942, Luang Wichitwathakan négocia la collaboration avec les Japonais. À la fin de la seconde guerre mondiale, il a été arrêté et interrogé pour crimes de guerre commis sous le gouvernement du maréchal Plaek Pibulsongkhram. Mais tous les responsables politiques thaïlandais pendant la guerre ont été rapidement libérés car la notion de crime de guerre ne figurait pas dans le droit thaïlandais de l’époque. Les avocats ont plaidé la non-rétroactivité des textes de loi.
En 1947, Luang Wichitwatthakan a participé au coup d’état qui a ramené au pouvoir le Maréchal Phibunsongkhram et contraint à l’exil le juriste Pridi Banomyong.
En parallèle de ces fonctions gouvernementales, il écrivit de nombreux ouvrages littéraires et académiques et il fit jouer plusieurs de ses pièces de théâtre dont l’objectif de propagande était de fortifier l’esprit national. Il est devenu membre honoraire de l’Institut royal de Thaïlande (institution créée en 1934, rattachée directement au bureau du Premier ministre, l’Institut royal regroupe des académiciens qui travaillent entre autres sur les normes orthographiques et de translittérations et sur l’élaboration de dictionnaires monolingue et bilingues, l’Institut royal comparable à l’Institut de France dans son fonctionnement est un outil important de la politique linguistique en Thaïlande)
En 1958, Luang Wichitwatthakan a participé au coup d’État qui a permis au Field Marshal Sarit Thanarat de renverser le maréchal Phibunsongkhram (lequel finit sa vie en exil au Japon). Luang Wichitwatthakan est devenu jusqu’à sa mort en 1962 le principal collaborateur de Sarit Thanarat dans un régime qui a engagé la Thaïlande aux côtés des États-Unis lors de la guerre froide.
Il est décédé le 31 mars 1962 à 64 ans de problèmes cardiaques.

## Œuvres publiées
Luang Wichitwatthakan est l’auteur d’une abondante œuvre littéraire de fiction (pièces de théâtre et romans) ainsi que de nombreux ouvrages historiques et d’essais politiques. Un de ses romans, Sang Chiwit, a été retenu dans la liste des 100 livres les plus importants de la littérature thaïe, liste établie par un centre universitaire[réf. nécessaire].

### Fiction
- Phan Thong Rong Lueat
- Dok Fa Champasak
- Ban Lang Chiang Rung
- Morasum Haeng Chiwit
- Phet Phra Na Rai
- Phli Chip Phuea Chu
- Huang Rak - Heo Luek
- Fakfa Sa La Win
- Athit Atsadong
- Lek Lang Khan

### Non-fiction
- Man Samong
- Phut Tha Nu Phap
- Chit Ta Nu Phap
- Manut Aphi Wat
- Maha Burut
- Khongdi Nai India
- Wicha Paet Prakan
- Wicha Khrongruean Khrong Rak
- Withi Thamngan Lae Sang Anakhot

- Anakhot Khong Chat
- Saengsawang Nai Khwam Muet
- Satsana Sakon
- Prawattisat Sakon
- Watthanatham Sukhothai
- Khwam Fan

### Pièces de théâtre
- Lueat Suphan
- Racha Manu
- Suek Talang
- Phrachao Krung Thon Buri
- Tai Dab Na
- Phokhun Pha Mueang
- Lan Lueat - Lan Rak
- Si Rat Decho
- Dap Saen Mueang
- Phra Naresuan Prakat Itsaraphap

- Rat Thida Phra Ruang
- Chaoying Kannika
- Chaoying Saen Wi
- Khrut Dam
- Anuphap Pho Khun Ram Kam Haeng

- Anuphap Haeng Rak
- Anuphap Haeng Khwam Siasala